# Tanomura Chikuden
 Tanomura Chikuden (田能村 竹田) de son vrai nom, Tanomura Kōken, Surnom, Kun-I, nom familier, Kōzō, noms de pinceau, Chikuden, Kyūjō-Senshi, Ran-Suikyōkaku, Set-sugetsu-Shōdō, Hosetsuro né le 14 juillet 1777 à Bungo, aujourd'hui Préfecture d'Ōita, mort le 20 octobre 1835 à Ōsaka (Japon). Japonais. Artiste peintre, école Nanga, peinture de lettré et poète.

## Biographie
Issu d'une famille de physiciens du clan des Oka de Bungo, près de l'actuelle Ōita (nord de l'île de Kyūshū), il fait des études confucéennes et, en 1810, il devient chef de la famille et de l'école du clan.
Son projet ayant été refusé, il laisse sa place à son fils et se retire pour vivre désormais de sa poésie et de sa peinture. Il part alors à Ōsaka et à Kyoto, où il apprend les techniques du Nanga et devient ami et protégé de l'historien Rai Sanyō (1780-1832).
Il passe le reste de sa vie entre son pays natal et la région Kyōto – Osaka. Sa santé fragile explique pour certains, la délicatesse de son œuvre. Le plus savant des artistes Nanga de son époque, on lui doit aussi de nombreux écrits sur la poésie est la peinture dont Sanjūjin-jōzetsu (propos sur la peinture) et Chikuden Shiyū Garoku (propos sur la peinture du maître Chikuden et de ses amis) qui est une source d'informations pour l'art de cette période.
Il affectionne les formats hauts et étroits. Très imprégné de culture chinoise, Chikuden est doué d'une profonde compréhension des styles picturaux associés.
Parmi ses disciples, le plus important est Sōhei Takahaski (1802-1833).

## Musées
- Tōkyō (Musée Nat.).